# Путрик, Юрий Степанович
Ю́рий Степа́нович Пу́трик (род. 16 декабря 1947 года, Калининград, СССР) — советский и российский историк, специалист в области истории туризма, истории туризма в России. Доктор исторических наук, руководитель центра социокультурных и туристских программ Российского НИИ культурного и природного наследия имени Д. С. Лихачёва, заведующий кафедрой туризма и гостиничного дела Московского гуманитарного университета, профессор кафедры общественных связей, туризма и гостеприимства Российского государственного гуманитарного университета. Автор свыше 200 научных и учебно-методических работ.

## Биография
Родился 16 декабря 1947 года в Калининграде (СССР).
В 1968 году окончил машиностроительный техникум (Люберцы). В 1968–1972 годы работал техником, физико-географом полевой гидрогеологической экспедиции Министерства геологии СССР в Амурской области, Приморском и Хабаровском краях.
В 1972 году окончил Московский государственный заочный педагогический институт по специальности «география».
В 1972–1973 годы – срочная служба в Советской Армии.
В 1975–1980 годы – работа во Всесоюзной научно-исследовательской лаборатории по туризму и экскурсиям (ВНИЛТЭ) Центрального совета по туризму и экскурсиям ВЦСПС: младший научный сотрудник.
В 1980–1989 годы – учёный секретарь Научно-технического совета Центрального совета по туризму и экскурсиям ВЦСПС.
В 1984 году защитил диссертацию на соискание учёной степени кандидата географических наук. Тема – «Территориальные проблемы формирования и развития системы туристско-экскурсионного обслуживания в СССР».
Директор Всесоюзной научно-исследовательской лаборатории по туризму и экскурсиям (ВНИЛТЭ) (1989–1992).
Заведующий сектором туристских и рекреационных форм использования наследия Российского НИИ культурного и природного наследия Министерства культуры РФ и РАН (1992–2003).
Заведующий кафедрой социально-культурного сервиса и туризма Московского гуманитарного университета (по совместительству; с 2003).
Заместитель начальника управления туризма Федерального агентства по физической культуре, спорту и туризму (2004).
В 2010 году защитил диссертации на соискание учёного звания доктора исторических наук. Тема – «Формирование и развитие государственной политики в области туризма в Российской Федерации в 1991—2009 годах». Специальность 07.00.02 – Отечественная история/
Руководитель центра социокультурных и туристских программ Российского НИИ культурного и природного наследия имени Д. С. Лихачёва (с 2013).
Профессор кафедры общественных связей, туризма и гостеприимства Российского государственного гуманитарного университета (по совместительству).

## Сфера научных интересов
- История туризма
- Территориальная организация туризма
- Туристское использование объектов культурного и природного наследия в регионах России
- История гостеприимства

## Избранные научные труды

### Избранные монографии
- Путрик Ю. С. (в соавт.) Разработка и использование перспективных схем развития туризма. (в соавторстве). — М.: ЦРИБ «Турист», 1988. — 63 с.
- Путрик Ю. С. Исторические аспекты развития государственного регулирования туризма в Российской Федерации. – М.: Национальный институт бизнеса, 2002. — 319 с.
- Путрик Ю. С. Становление и развитие государственной политики Российской Федерации в области туризма: 1991—2007 гг. — М.: Изд. МосГУ, 2007. — 365 с.
- Путрик Ю. С. (в соавт.) Практическое руководство по организации сельского туризма. — М.: Международная туристская академия, 2009. — 112 с.
- Путрик Ю. С. (в соавт.) История туризма в Российской империи, Советском Союзе и Российской Федерации: 1696 г. — современность. — Ростов. 2010. — 304 с.
- Путрик Ю. С. (в соавт.) Пути развития оздоровительного туризма в Российской Федерации как эффективного средства повышения качества жизни. — М.: Международная туристская академия, Индрик, 2013. — 312 с.
- Путрик Ю. С. (в соавт.) Формирование научно-обоснованной системы статистического учёта и отчётности в сфере туризма в Российской Федерации с введением в неё широкого спектра качественных показателей туристских потоков. — М.: Индрик, 2014. – 304 с.
- Путрик Ю. С. (в соавт.)Использование объектов культурного и природного наследия народов России в целях патриотического и нравственного воспитания молодёжи. — М.: ИПСИ, 2015. — 214 с.
- Путрик Ю. С. (в соавт.) Религиозное паломничество и туризм как средство смягчения социальной напряженности и укрепления межрелигиозного мира в российском общества. — М.: 2015. — 278 с.

### Энциклопедии, словари
- Российский энциклопедический словарь «Туризм» / Путрик Ю. С. (в соавт.) — М.: Институт Наследия, 2018. — 489 с. — ISBN 978-5864-432631[7]
- Словарь православного паломника / Путрик Ю. С. (в соавт.) — М.: Паломнический центр Московского патриархата, 2007. — 365 с.

### Избранные учебники
- Путрик Ю. С. (в соавт.) Стратегическое планирование развития туризма. В двух частях. Часть 1. Планирование развития туризма на региональном уровне: Учебное пособие / Под ред. Ю. С. Путрика. – М.: Изд. МосГУ, 2006. – 190 с.
- Путрик Ю. С. (в соавт.) Практическое руководство по организации и устойчивому развитию социального туризма в современной России. (в соавторстве). Концептуальная модель социального туризма: Учебное пособие. – М.: 2008.
- Путрик Ю. С. (в соавт.) Практическое руководство по организации сельского туризма (в соавторстве). – М.: Международная туристская академия, 2009. – 112 с.
- История туризма: учебник / Отв. ред. и сост. Ю. С. Путрик. — М.: Федеральное агентство по туризму, 2014. — 256 с.
- Путрик Ю. С. (в соавт.) Образовательный туризм в России: учебное пособие для бакалавриата и магистратуры. — М.: Изд. Юрайт, 2018. — 198 с.
- Путрик Ю. С. (в соавт.) История туризма: учебник для академического бакалавриата. — 2-е изд., перераб. и доп. — М.: Изд. Юрайт, 2019. — 227 с.[8]

### Избранные статьи
- Путрик Ю. С. (в соавт.) Предложения к Концепции развития туризма в России // Туристские фирмы. 2000. Вып. 22. С. 23–37.
- Путрик Ю. С. Историческая ретроспектива концептуальных представлений о туризме в СССР и России (60-е гг. ХХ – начало XXI в.) // Вестник Российского университета дружбы народов. Серия «История России». 2008. № 5. С. 150—155.
- Путрик Ю. С. Историческая преемственность традиций в отечественном туризме // Политика и общество. 2012. № 6 (90). С. 91—100.
- Путрик Ю. С. Историческая преемственность традиций в отечественном туризме // Политика и общество. 2012. № 6 (90). С. 91—100.
- Путрик Ю. С. Туристская тропа как эффективное средство освоения территории и составная часть туристской инфраструктуры региона // Российские регионы: взгляд в будущее. Российский научно-практический журнал. 2016. № 2. С. 86—91.
- Путрик Ю. С., Сорвина Т. А.  Анализ законодательства государств участников СНГ, европейских государств и норм международного права в сфере детского и юношеского туризма // Диалог: политика, право, экономика. Международный научно-аналитический журнал Межпарламентской Ассамблеи государств — участников СНГ. 2018. № 2 (9). С. 14—19.
- Путрик Ю. С. Туристское использование наследия как предмет исследований Российского научно-исследовательского института культурного и природного наследия им. Д. С. Лихачёва (1992–2016 гг.) // Вестник государственного и муниципального управления. 2019. № 1 (31). С. 38—48.

## Членство в общественных организациях
- Действительный член Русского географического общества (с 1977)
- Вице-президент Российской ассоциации социального туризма (с 1999)
- Вице-президент Национальной академии туризма (1998–2004)
- Вице-президент Международной общественной туристской академии (с 2004)
- Член Императорского православного палестинского общества (с 2007)[3][9]